# Ares Vallis

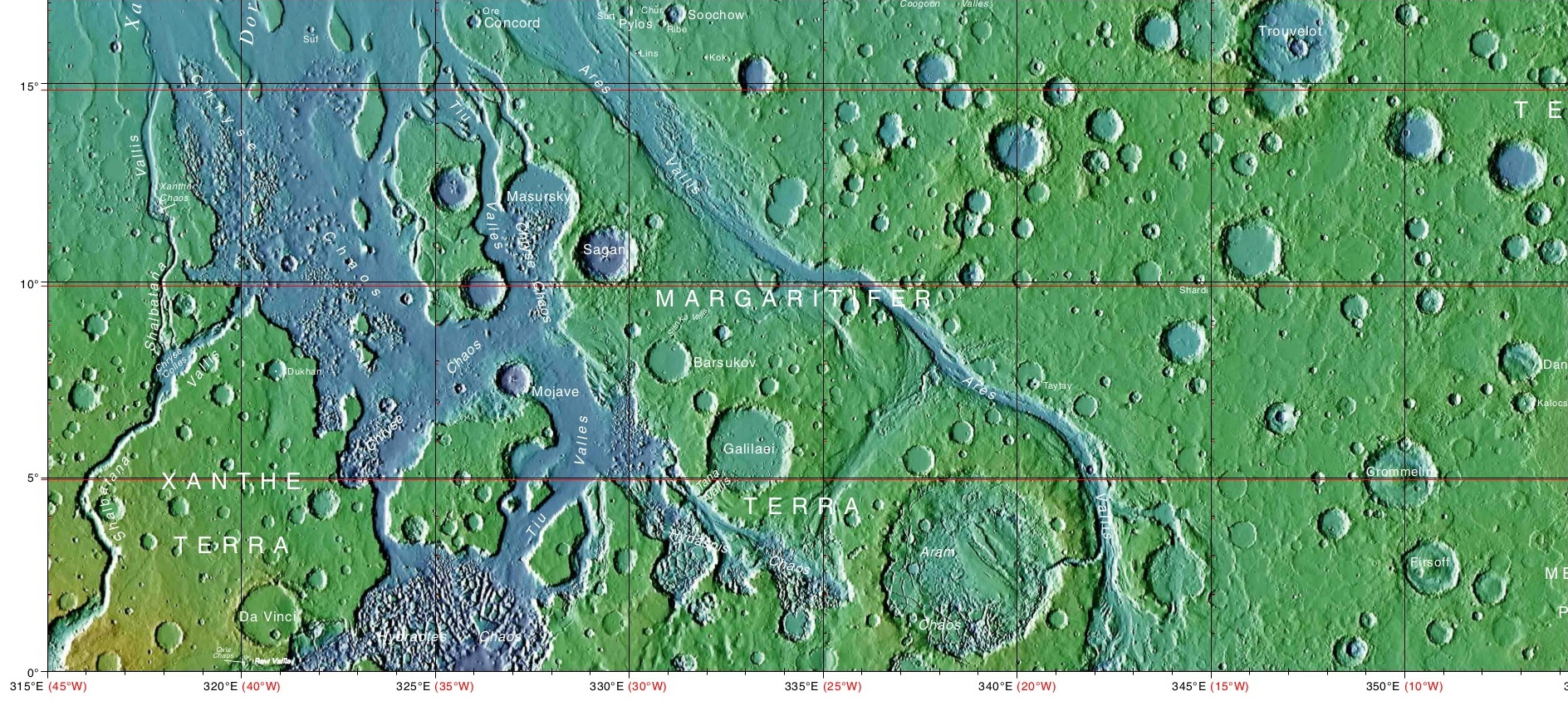
Az Oxia Palus régió topográfiai térképe a Marson; számos káosz régió és völgy helyzetét mutatja, beleértve az Ares Vallis csatornát is (a kép közepén ferdén haladó bemélyedés)

Az Ares Vallis egy kiáramlási csatorna a Mars bolygón, amit valamikor a víz áramlása alakíthatott ki. Névadója a görög Mars isten, Arész, a háború istene. A völgy északnyugati irányban a dombos Margaritifer Terra irányába halad, ahol a Iani Káosz depresszió (180 km hosszú, 200 km széles) csatlakozik az Ares Vallis elejéhez egy 100 km széles átmeneti zónában, melynek középpontja 342,5° Kelet (17,5 Nyugat), 3° Észak. Majd továbbhalad az ősi Xanthe Terra felvidéken, aztán a Chryse Planitia delta-szerű régiójában ér véget. Az Ares Vallis volt a leszállási helye a NASA Mars Pathfinder űrhajójának, amely a völgy egyik régióját vizsgálta, a Chryse határának közelében, 1997-ben.
Egy érvelés szerint az Uzboi, Ladon, Margaritifer és az Ares Vallis, bár most elválasztott, nagy kráterek, egyszer egyetlen kivezető csatornát alkottak északi irányba, a Chryse Planitia felé. A kiáramlás forrása az Argyre kráter túlcsordulása lehetett, amit korábban teletöltöttek a csatornák (Surius, Dzigai és Palacopus Valles), amik elvezetést biztosítottak a déli-sark felől. Ha ez igaz, a vízelvezető rendszer teljes hossza több mint 8000 km lenne, ami a leghosszabb ismert elvezető út a Naprendszerben. Az elmélet szerint az  Ares Vallis kiáramlás csatorna jelenlegi formája egy már létező struktúra újraolvadásával alakult ki. A víznek ezt a hosszú áramlási rendszerét Uzboi-Landon-Morava (ULM) rendszernek nevezik. Az ebből a rendszerből származó víz segített az Ares Vallis formálásában.
Egy 2010 januárjában közzétett kutatás arra utal, hogy a Marson voltak tavak az egyenlítő mentén, egyenként mintegy 20 km szélesek. Bár a korábbi kutatások azt mutatták, hogy a Marson volt meleg, nedves, korai történelmi szakasz, ami már régen szárazzá vált, ezek a tavak léteztek a Hesperian korszakban is. A NASA Mars Reconnaissance Orbiter részletes képeit használva a kutatók feltételezik, hogy fokozott vulkáni tevékenység, sűrű meteorit hullás vagy a Mars Nap körüli pályájának eltolódása miatt ebben az időszakban melegebb volt a Mars légköre, ami a talajban lévő bőséges jégmennyiséget megolvasztotta. A vulkánok által kibocsátott gázok megvastagították a légkört egy átmeneti időszakra, ami több napfényt nyelt el, így a meleg lehetővé tette, hogy a víz folyadék állapotban legyen. Ez az új tanulmány csatornákat fedezett fel, amik összekötötték a tavak medencéit az Ares Vallis közelében. Amikor egy tó megtelt, a vize túlcsordult a partján, és a lezúduló víz létrehozott egy csatornát, ami egy alacsonyabb területre áramlott, ahol egy másik tó alakult ki. Ezek a tavak is olyan helyek lehetnek, ahol érdemes keresni a valamikori élet nyomait.

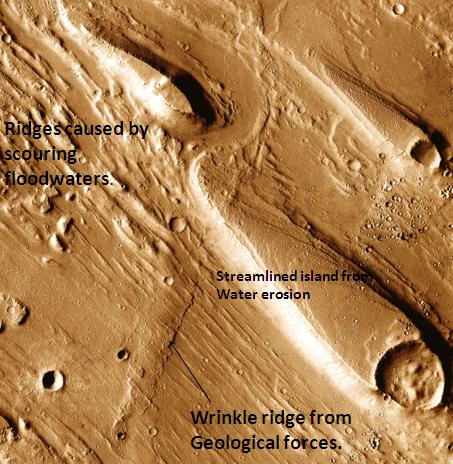
Erózió nyomai az Ares Vallison (a THEMIS műholdak felvétele)
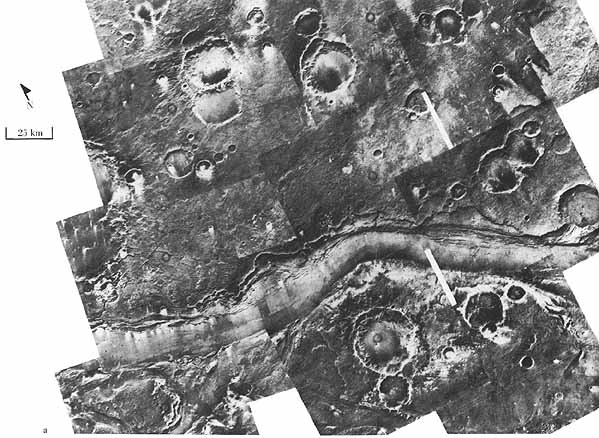
Ares Vallis a Viking műhold felvételén. A csatorna 25 km széles, körülbelül 1 km mély.
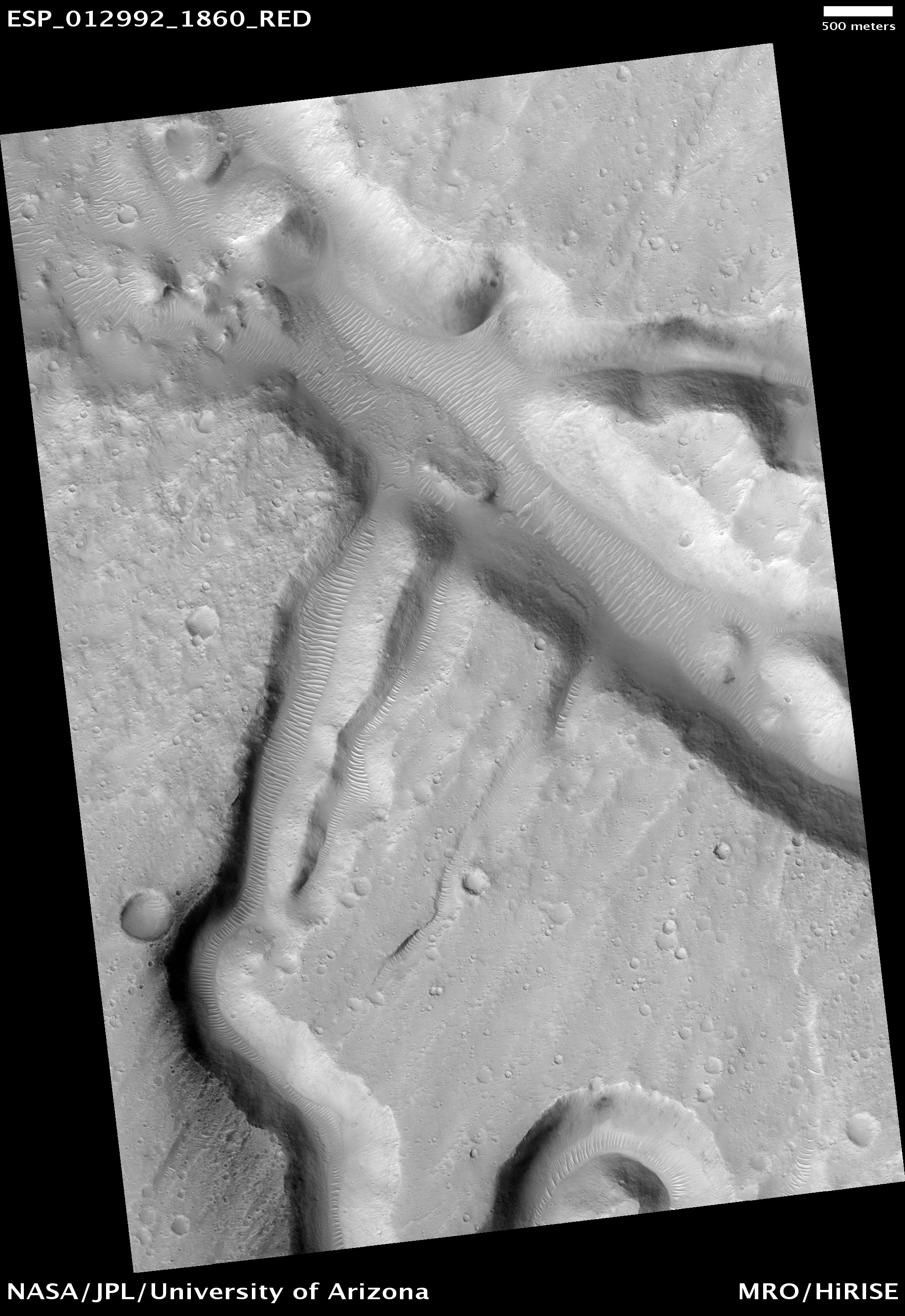
Csatornák az Ares Vallis régióban (a HiRISE műhold felvételén)
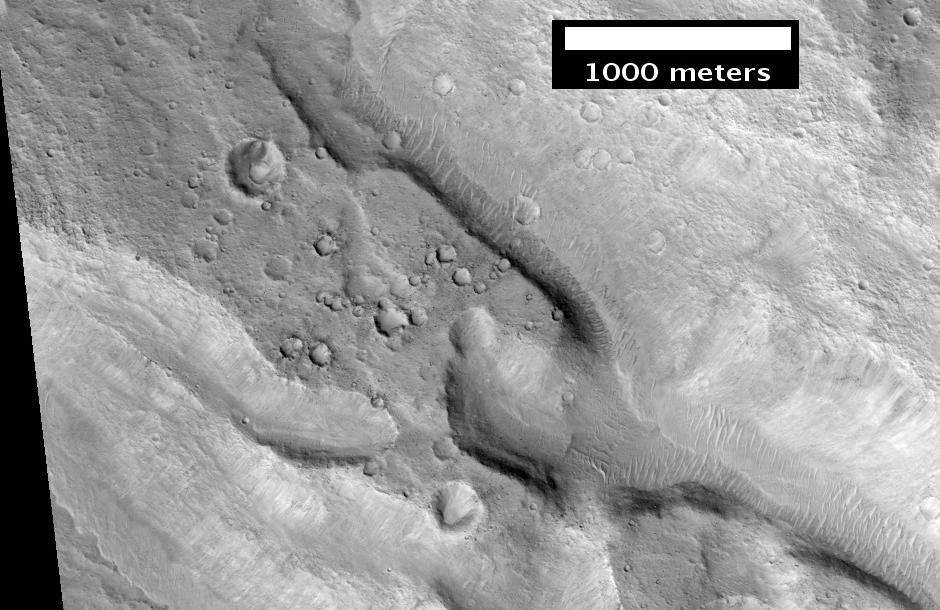
Ares Vallis (a HiRISE műhold felvétele)
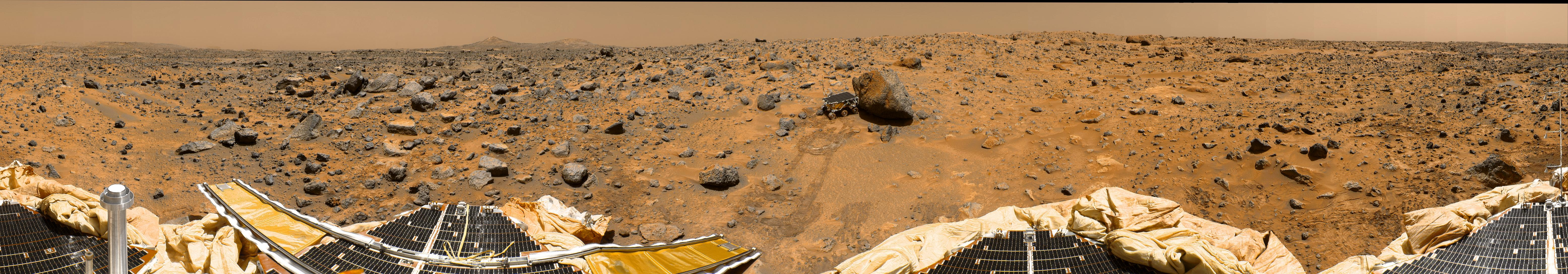
Panorámakép az Ares Vallis-ról (a Mars Pathfinder felvétele)